# Conte principesco
Conte principesco era un titolo nobiliare sovrano usato nel Sacro Romano Impero.
Il conte principesco riceveva la propria nomina tramite un preciso atto dell'Imperatore, a conferma che i suoi antenati avevano ottenuto questo privilegio nell'Alto Medioevo. In particolare, è un conte elevato a Principe dell'impero, ma che esercita di fatto solo la sovranità su una contea o una signoria sovrana.
Le contee principesche furono:
- Contea Principesca di Gorizia e Gradisca, pervenuta alla Casa d'Asburgo
- Contea principesca del Tirolo, pervenuta alla Casa d'Asburgo
- Contea principesca di Henneberg, pervenuta al Casato di Hohenzollern
- Langraviato principesco di Leuchtenberg, pervenuto al Casato di Wittelsbach
- Contea principesca di Störnstein, alla casa di Lobkowitz